# Tom Bombadil
Tom Bombadil is een personage in het eerste deel van In de Ban van de Ring van de Britse schrijver J.R.R. Tolkien. 
De hobbit Frodo en zijn vrienden Sam, Merijn en Pepijn ontmoeten Tom Bombadil in het Oude Woud, als hij hen te hulp schiet in een benarde situatie.
Hij is een mysterieus figuur, die zo oud is als de wereld, herder is over alles in zijn gebied maar teruggetrokken leeft met de vrouw Goudbezie. Hij zingt veel en spreekt ook vaak in versvorm. Hij speelt slechts een kleine rol in het verhaal, maar achter zijn merkwaardig voorkomen blijkt grote kennis en inzicht schuil te gaan. Zo kan hij de Ringdrager zien terwijl deze zich onzichtbaar heeft gemaakt en kan hij zelf de Ene Ring omdoen zonder dat dit enige invloed op hem heeft.

## Speculatieve oorsprong
Bombadils mythologische oorsprong heeft geleid tot vele speculaties onder bewonderaars van de boeken. Zo wordt hij door sommigen gezien als simpelweg een wijze elf, door anderen als een engelachtig wezen zoals een Maia of Vala en zelfs als de schepper van de wereld, die in Tolkiens mythologie Eru Ilúvatar heet. Tolkien ontkende dit laatste idee ten stelligste. Hij zei zelf dat sommige dingen beter een mysterie konden blijven, zelfs voor de bedenker ervan.
Er zijn mensen die denken dat Tom Bombadil de Vala Aulë is. Deze Vala was niet hebzuchtig. Tom was niet gevoelig voor de Ene Ring, omdat hij niet hebzuchtig is. Maar ook het idee dat Tom Bombadil een Vala is lijkt zeer onwaarschijnlijk. Tolkien heeft meerdere keren benadrukt dat de Valar er bewust voor gekozen hebben om zich terug te trekken uit de wereld. Zij zouden niet zomaar Valinor verlaten. Hun enige inmenging was nog het sturen van gezanten: de vijf Istari, de tovenaars.
Verder is vooral een relatie met Aulë onlogisch. Aulë had meer te maken met de aarde en was de schepper van de dwergen. Bombadil is meer geïnteresseerd in planten en dieren. Dat is meer de wereld van de Vala Yavanna. Bij het creëren van planten, bomen en dieren werd zij bijgestaan door verder ongenoemde helpers. Deze lijken van de orde van de Maiar of van een andere orde die een rol speelden bij het begin van Midden-Aarde, maar waar alleen maar aan wordt gerefereerd in het lied van de Ainur. Het kan zijn dat een van die Krachten uit liefde voor Midden-Aarde is gebleven in het gebied dat hij heeft helpen creëren.
Maar ook al is Tom Bombadil machtig, hij is waarschijnlijk niet zo sterk als Sauron. "Zou Bombadil alleen die macht kunnen weerstaan? Ik vrees van niet", zegt Glorfindel in de raadsvergadering bij Elrond.

## Inspiratie
Ook al is er niet veel met zekerheid bekend over de persoon Tom Bombadil in Tolkiens mythologie, wel bekend is waardoor Tolkien zich heeft laten inspireren. Tolkien was van jongs af aan al getroffen door Noorse en Finse mythologie. Met name de Kalevala, een verzameling van traditionele Finse teksten had zijn interesse.
In de wereld van de Kalevala kun je grote macht over alles hebben als je de oude oorspronkelijke namen ervan kent en deze kan verwerken in een lied van macht. In de Kalevala is de held Väinämöinen hier heel bedreven in. Väinämöinen is het oudste levende wezen en hij is aanwezig geweest bij de creatie van de wereld, hij kent de oorsprong van alle zaken en kent alle oorspronkelijke namen en kent liederen om ze te gebruiken. De overeenkomst met Tolkiens Tom Bombadil spreekt voor zich. Ook hij is de oudste, hij was aanwezig bij het ontstaan van Midden-Aarde en hij gebruikt liederen om het gevaar te bestrijden.

## Tolkien over Bombadil
In verschillende radio- en filmbewerkingen ontbreekt Tom Bombadil. Waar aan de ene kant veel kritiek is geweest op Tolkien voor het opnemen van deze persoon in zijn boek, ontstond ook een grote groep lezers met een grote voorliefde voor dit mysterieuze personage. Later verklaarde Tolkien dat hij hem er in hield, omdat Tom stond voor "dingen die anders ongezegd bleven". Tom was geen belangrijk personage in het verhaal, maar wel een commentaar. In een wereld waar iedereen strijdt om macht, vindt Tom, hoewel hij over veel macht beschikt (hij kan bijvoorbeeld de ringdrager zien), dat macht niet belangrijk is. Als een kluizenaar zet hij het verlangen naar macht opzij.
Tom Bombadil was oorspronkelijk een ledenpop in het gezin van Tolkien. De Avonturen van Tom Bombadil, een bundel verzen die verscheen in 1966, bevat een aantal gedichten over deze figuur, die reeds vóór In de Ban van de Ring geschreven waren. Tolkien nam hem in eerste instantie op omdat hij een "avontuur onderweg" wilde.